# 加西警察署
加西警察署（かさいけいさつしょ）は、兵庫県加西市北条町東高室にあり、兵庫県警察本部東播方面に属する警察署である。加西市全域を管轄する。署長の階級は警視。

## 管轄区域
- 加西市

## 所在地
- 兵庫県加西市北条町東高室字西中野873番地7

## 沿革
- 1876年：姫路警察署所属北条屯所を加西郡北条町寺内（現加西市北条町北条）に設置
- 1877年2月：姫路警察署北条警察分署と改称（加西郡（現加西市・現西脇市・現多可郡多可町八千代区）・多可郡（現西脇市・多可郡）を管轄）　加西郡多加野村富家（現加西市和泉町）と多可郡中村（現多可郡多可町中区中村町）に巡査交番所設置
- 1880年10月：多可郡比延（現西脇市比延町）と大箸（現多可郡多可町加美区大袋・箸荷）に巡査交番所設置
- 1881年3月：北条警察分署を加西郡北条町戎町（現加西市北条町北条）に移転
- 1881年7月：北条警察分署を北条警察署に昇格し独立、中村交番所を北条警察署中村分署に昇格
- 1882年7月：比延交番所を比延分署、富家交番所を和泉交番所さらに和泉分署、多可郡大箸交番所を大箸分署に昇格
- 1883年7月：明石警察署の管轄であった加東郡内の社（現加東市）・天神（現加東市）・小野（現小野市）の各警察分署を北条警察署の管下に置く
- 1885年4月：北条警察署社分署管内の15ヶ村（現小野市・現加東市）を割き大門分署（現加東市大門）設置
- 1889年：北条警察署大門分署を社分署に併合
- 1891年3月：北条警察署大箸分署廃止。この時点で、北条警察署は加西郡（現加西市・現西脇市・現多可郡多可町八千代区）、多可郡（現西脇市・多可郡）、加東郡（現小野市・現加東市）に亘り、中村（現多可郡多可町中区中村町）・比延（現西脇市比延町）・和泉（現加西市和泉町）・社（現加東市社）・天神（現加東市天神）・小野（現小野市王子町）の6分署を管轄。
- 1893年12月：中村警察署（多可郡中村中村町：現多可町中区中村町、後に中村警察署は西脇市に移転し西脇警察署となり中村警察署は西脇警察署中町交番となる）・社警察署（加東郡社町社：現加東市社）設置に伴い、北条警察署の管轄区域は加西郡のみとなる
- 1907年：北条警察署と改称
- 1915年8月：北条町北条899に移転
- 1948年：警察法施行により自治体警察と国家地方警察兵庫県本部が発足。北条町警察署と国家地方警察兵庫県加西地区警察署に二分。
- 1951年10月1日：北条町警察署が廃止。
- 1954年3月25日：加西郡大和村が多可郡野間谷村と合併し多可郡八千代村となり、大和地区は国家地方警察兵庫県多可地区警察署（後の西脇警察署）の管轄となる
- 1954年3月29日：加西郡芳田村が西脇市と合併、芳田地域は国警多可地区警察署の管轄となる
- 1954年7月1日：警察法改正による自治体警察と国家地方警察の統合により兵庫県警察発足、兵庫県北条警察署に改称
- 1967年4月1日：加西郡北条町・泉町・加西町が合併・市制施行に伴い兵庫県加西警察署に改称
- 2000年12月：北条駅周辺市街地再開発事業に伴い、北条町北条10より現在地（北条町東高室873-7）に移転
- 2003年12月：旧本署があった北条町北条の北条町駅東交差点角に本署併設だった北条交番が独立・移転

## 交番
- 北条交番（ほうじょう：北条町北条11-6）

管轄：北条町北条、北条町小谷（こだに）、北条町栗田（くりだ）、北条町横尾、北条町古坂（ふるさか）、北条町古坂1～7丁目、北条町東高室（ひがしたかむろ）、北条町西高室（にしたかむろ）、北条町東南（ひがしなん）、北条町西南（にしなん）、北条町黒駒、北条町横尾1丁目

## 駐在所
- 富田駐在所（とみた：西上野町474-6）

管轄：窪田町、谷町、畑町、吸谷町（すいだに）、市村町、西上野町、坂元町※、福居町、谷口町、吉野町、西谷町
- 賀茂駐在所（かも：福住町1173-2）

管轄：福住町、山下町、西横田町、東横田町、鎮岩町（とこなべ）、岸呂町、東長町（ひがしおさ）、西長町（にしおさ）、東剣坂町、西剣坂町、中山町、大柳町（おやなぎ）
- 大村駐在所（おおむら：尾崎町411-1-1）

管轄：王子町、戸田井町、両月町（わち）、大村町、尾崎町、段下町、中西町、琵琶甲町（びわのこう）、野条町（のうじょう）、牛居町、新生町（しんじょう）
- 三口駐在所（みくち：三口町996-29）

管轄：野田町、東笠原町、西笠原町、三口町（みくち）、坂本町※、倉谷町
- 網引駐在所（あびき：網引町842-4）

管轄：田原町、網引町（あびき）、栄町、桑原田町、鶉野町（鶉野南町）（うずらの）
- 中野駐在所（なかの：中野町1494-1）

管轄：中野町、繁昌町、上宮木町、下宮木町、鶉野町（鶉野上町・鶉野中町）（うずらの）
- 富合駐在所（とみあい：山枝町480-24）

管轄：都染町、別府町（べふ）、常吉町、朝妻町、豊倉町、玉野町、山枝町、玉丘町、青野原町
- 宇仁駐在所（うに：油谷町462-5）

管轄：国正町、小印南町（こいなみ）、青野町、田谷町、油谷町（ゆだに）、馬渡谷町（もおたに）、大工町、鍛治屋町
- 日吉駐在所（ひよし：池上町6-8）

管轄：和泉町、河内町（こうち）、山田町、野上町、池上町、西野々町、島町、満久町（まく）
- 西在田駐在所（にしありた：下道山町418-2）

管轄：若井町、大内町、下道山町、上道山町、下万願寺町、上万願寺町
- 上野駐在所（うえの：上野町286-1）

管轄：北町、別所町、佐谷町、上野町、広原町、上芥田町（かみげた）、下芥田町（しもげた）
- 鴨谷駐在所（かもだに：鴨谷町1262-1）

管轄：殿原町、鴨谷町、笹倉町、中富町、越水町（うてみ）
※坂元町と坂本町、いずれも「さかもと-ちょう」であるため、事件・事故で通報する時は、注意が必要。

坂元は地域名の「富田」を付けて富田の坂元というか、「げん」「もとまち」など漢字を説明する。

坂本は地域名の「下里」を付けて下里の坂本というか、「ほん」「ほんまち」など漢字を説明する。

もしくは、北条（市街地）に近い坂元、法華山（一乗寺）の坂本でも通じると思われる。
※「町」はすべて「ちょう」と読む。